# Новые Горизонты 2
Новые горизонты 2 (также Новые горизонты II, NHII, или NН 2) — планировавшаяся миссия НАСА по изучению транснептуновых объектов.
Миссия задумывалась как планетарный облёт в 2002 году. В марте 2005 года миссия не была выбрана для дальнейшего развития из-за нехватки плутония-238, необходимого для радиоизотопного термоэлектрического генератора (РТГ). Финансировать миссию Новые Горизонты 2 предлагалось в рамках программы Новые Рубежи. Проект был предоставлен Конгрессу США в июне 2005 года.

## Описание
Новые Горизонты 2 были включены в спорный бюджет миссии Новые Рубежи. В 2004 году Комитет по Бюджету Сената США предоставил дополнительное финансирование для миссии. В 2004 году состоялась конференция по обсуждения наиболее выгодного направления и полного использования аппарата в процессе пролёта мимо Урана.
Среди кандидатов на изучение включалась система (47171) Лемпо, содержащая, как и Плутон-Харон, несколько космических тел, миссия к (47171) Лемпо при облёте Юпитера и Урана, а также четыре объекта Пояса Койпера (ОПК). Миссия имела определённую гибкость при выборе целей для изучения. Если бы возможность ускорения за счёт Урана не была бы использована или упущена, то всегда имелась возможность изучать любые объекты пояса Койпера в пределах 50 а.е. и 20-летнего периода полёта. Был рассмотрен вариант с облётом спутника Нептуна Тритон с потенциальным последующим подлётом к астероиду (66652) Борасизи. Среди кандидатов намечался также 2002 UX25 с похожим планом подлёта как и к (47171) Лемпо.